# Pallacanestro 3x3 maschile ai Giochi mondiali sulla spiaggia 2019
Le competizioni di pallacanestro 3x3 maschile ai Giochi mondiali sulla spiaggia 2019 si sono svolte dal 13 al 16 ottobre 2019 presso la spiaggia di Katara, a Doha. Vi hanno partecipato 16 squadre under-23, suddivise in quattro gironi da quattro squadre, e le prime due classificate di ciascun girone hanno avuto accesso alla fase ad eliminazione diretta. La Russia ha vinto la medaglia d'oro sconfiggendo in finale il Brasile 21-19, mentre la medaglia di bronzo è andata alla Mongolia.

## Calendario
La fase a gironi si è disputata dal 13 al il 15 ottobre. Il 16 ottobre si è svolta la fase ad eliminazione diretta culminata con le finali che hanno assegnato le medaglie.
| ● | Finali |

| Ottobre |    |    |    |    |    |
| 11      | 12 | 13 | 14 | 15 | 16 |
|         |    | ●  | ●  | ●  | 1  |

## Squadre partecipanti
| Squadra         | Qualificazione                  | Ultima partecipazione |
| --------------- | ------------------------------- | --------------------- |
| Argentina       | Ranking mondiale quota Americhe | -                     |
| Brasile         | Ranking mondiale quota Americhe | -                     |
| Cina            | Ranking mondiale quota Asia     | -                     |
| Costa d'Avorio  | Ranking mondiale quota Africa   | -                     |
| Giordania       | Ranking mondiale quota Asia     | -                     |
| Lettonia        | Ranking mondiale quota Europa   | -                     |
| Mongolia        | Ranking mondiale quota Asia     | -                     |
| Namibia         | Ranking mondiale quota Africa   | -                     |
| Qatar           | Paese organizzatore             | -                     |
| Rep. Dominicana | Ranking mondiale quota Americhe | -                     |
| Russia          | Ranking mondiale quota Europa   | -                     |
| Slovenia        | Ranking mondiale quota Europa   | -                     |
| Togo            | Ranking mondiale quota Africa   | -                     |
| Ucraina         | Ranking mondiale quota Europa   | -                     |
| Uganda          | Ranking mondiale quota Africa   | -                     |
| Venezuela       | Ranking mondiale quota Americhe | -                     |

## Fase a gironi

### Girone A
| Squadra  | V - P | Pf - Ps | +/- |
| -------- | ----- | ------- | --- |
| Brasile  | 3 - 0 | 38 - 23 | +15 |
| Russia   | 2 - 1 | 47 - 43 | +4  |
| Lettonia | 1 - 2 | 24 - 40 | -16 |
| Uganda   | 0 - 3 | 11 - 14 | -3  |

| 13 ottobre 2019 Spiaggia di Katara, Doha | Russia  | 14 - 11 | Uganda   |
| 13 ottobre 2019 Spiaggia di Katara, Doha | Brasile | 21 - 9  | Lettonia |
| 13 ottobre 2019 Spiaggia di Katara, Doha | Russia  | 19 - 15 | Lettonia |
| 13 ottobre 2019 Spiaggia di Katara, Doha | Brasile | w - 0   | Uganda   |
| 15 ottobre 2019 Spiaggia di Katara, Doha | Brasile | 17 - 14 | Russia   |
| 15 ottobre 2019 Spiaggia di Katara, Doha | Uganda  | 0 - w   | Lettonia |

### Girone B
| Squadra         | V - P | Pf - Ps | +/- |
| --------------- | ----- | ------- | --- |
| Cina            | 3 - 0 | 61 - 44 | +17 |
| Argentina       | 2 - 1 | 58 - 51 | +7  |
| Rep. Dominicana | 1 - 2 | 43 - 54 | -11 |
| Venezuela       | 0 - 3 | 47 - 60 | -13 |

| 14 ottobre 2019 Spiaggia di Katara, Doha | Cina            | 21 - 12 | Venezuela |
| 14 ottobre 2019 Spiaggia di Katara, Doha | Rep. Dominicana | 11 - 19 | Argentina |
| 14 ottobre 2019 Spiaggia di Katara, Doha | Cina            | 21 - 18 | Argentina |
| 14 ottobre 2019 Spiaggia di Katara, Doha | Rep. Dominicana | 18 - 16 | Venezuela |
| 15 ottobre 2019 Spiaggia di Katara, Doha | Rep. Dominicana | 14 - 19 | Cina      |
| 15 ottobre 2019 Spiaggia di Katara, Doha | Venezuela       | 19 - 21 | Argentina |

### Girone C
| Squadra        | V - P | Pf - Ps | +/- |
| -------------- | ----- | ------- | --- |
| Costa d'Avorio | 2 - 1 | 52 - 42 | +10 |
| Slovenia       | 2 - 1 | 49 - 43 | +6  |
| Qatar          | 2 - 1 | 44 - 43 | +1  |
| Togo           | 0 - 3 | 27 - 44 | -17 |

| 13 ottobre 2019 Spiaggia di Katara, Doha | Qatar          | 13 - 18 | Costa d'Avorio |
| 13 ottobre 2019 Spiaggia di Katara, Doha | Slovenia       | 13 - 9  | Togo           |
| 13 ottobre 2019 Spiaggia di Katara, Doha | Qatar          | 15 - 10 | Togo           |
| 13 ottobre 2019 Spiaggia di Katara, Doha | Slovenia       | 21 - 18 | Costa d'Avorio |
| 15 ottobre 2019 Spiaggia di Katara, Doha | Slovenia       | 15 - 16 | Qatar          |
| 15 ottobre 2019 Spiaggia di Katara, Doha | Costa d'Avorio | 16 - 8  | Togo           |

### Girone D
| Squadra   | V - P | Pf - Ps | +/- |
| --------- | ----- | ------- | --- |
| Ucraina   | 3 - 0 | 54 - 44 | +10 |
| Mongolia  | 2 - 1 | 58 - 39 | +19 |
| Giordania | 1 - 2 | 46 - 54 | -8  |
| Namibia   | 0 - 3 | 41 - 62 | -21 |

| 14 ottobre 2019 Spiaggia di Katara, Doha | Mongolia  | 22 - 10 | Giordania |
| 14 ottobre 2019 Spiaggia di Katara, Doha | Ucraina   | 20 - 14 | Namibia   |
| 14 ottobre 2019 Spiaggia di Katara, Doha | Mongolia  | 21 - 12 | Namibia   |
| 14 ottobre 2019 Spiaggia di Katara, Doha | Ucraina   | 17 - 15 | Giordania |
| 15 ottobre 2019 Spiaggia di Katara, Doha | Ucraina   | 17 - 15 | Mongolia  |
| 15 ottobre 2019 Spiaggia di Katara, Doha | Giordania | 21 - 15 | Namibia   |

## Fase a eliminazione diretta

### Tabellone
|  | Quarti          | Quarti          |                 |          | Semifinali         | Semifinali         |  |  | Finale 1º/2º posto | Finale 1º/2º posto |
|  |                 |                 |                 |          |                    |                    |  |  |                    |                    |
|  | 16 ottobre 2019 |                 |                 |          |                    |                    |  |  |                    |                    |
|  |                 |                 |                 |          |                    |                    |  |  |                    |                    |
|  | Brasile         | 18              |                 |          |                    |                    |  |  |                    |                    |
|  | Brasile         | 18              | 16 ottobre 2019 |          |                    |                    |  |  |                    |                    |
|  | Slovenia        | 10              |                 |          |                    |                    |  |  |                    |                    |
|  | Slovenia        | 10              | Brasile         | 14       |                    |                    |  |  |                    |                    |
|  | 16 ottobre 2019 |                 | Brasile         | 14       |                    |                    |  |  |                    |                    |
|  |                 | Ucraina         | 13              |          |                    |                    |  |  |                    |                    |
|  | Ucraina         | Ucraina         | 13              | 21       |                    |                    |  |  |                    |                    |
|  | Ucraina         |                 | 16 ottobre 2019 | 21       |                    |                    |  |  |                    |                    |
|  | Argentina       | 20              |                 |          |                    |                    |  |  |                    |                    |
|  | Argentina       | 20              | Brasile         | 19       |                    |                    |  |  |                    |                    |
|  | 16 ottobre 2019 |                 | Brasile         | 19       |                    |                    |  |  |                    |                    |
|  |                 | Russia          | 21              |          |                    |                    |  |  |                    |                    |
|  | Cina            | Russia          | 21              | 17       |                    |                    |  |  |                    |                    |
|  | Cina            | 16 ottobre 2019 |                 | 17       |                    |                    |  |  |                    |                    |
|  | Mongolia        | 20              |                 |          |                    |                    |  |  |                    |                    |
|  | Mongolia        | 20              | Mongolia        | 8        | Finale 3º/4º posto | Finale 3º/4º posto |  |  |                    |                    |
|  | 16 ottobre 2019 |                 | Mongolia        | 8        | Finale 3º/4º posto | Finale 3º/4º posto |  |  |                    |                    |
|  |                 | Russia          | 21              |          |                    |                    |  |  |                    |                    |
|  | Costa d'Avorio  | Russia          | 21              | 15       | Ucraina            | 16                 |  |  |                    |                    |
|  | Costa d'Avorio  |                 |                 | 15       | Ucraina            | 16                 |  |  |                    |                    |
|  | Russia          | 17              |                 | Mongolia | 20                 |                    |  |  |                    |                    |
|  | Russia          | 17              |                 |          | 20                 |                    |  |  |                    |                    |
|  |                 |                 |                 |          |                    |                    |  |  | 16 ottobre 2019    |                    |
|  |                 |                 |                 |          |                    |                    |  |  |                    |                    |

### Quarti di finale
| 16 ottobre 2019 Spiaggia di Katara, Doha | Brasile        | 18 - 10 | Slovenia  |
| 16 ottobre 2019 Spiaggia di Katara, Doha | Ucraina        | 21 - 20 | Argentina |
| 16 ottobre 2019 Spiaggia di Katara, Doha | Cina           | 17 - 20 | Mongolia  |
| 16 ottobre 2019 Spiaggia di Katara, Doha | Costa d'Avorio | 15 - 17 | Russia    |

### Semifinali
| 16 ottobre 2019 Spiaggia di Katara, Doha | Brasile  | 14 - 13 | Ucraina |
| 16 ottobre 2019 Spiaggia di Katara, Doha | Mongolia | 8 - 21  | Russia  |

### Finale 3º posto
| 16 ottobre 2019 Spiaggia di Katara, Doha | Ucraina | 16 - 20 | Mongolia |

### Finale
| 16 ottobre 2019 Spiaggia di Katara, Doha | Brasile | 19 - 21 | Russia |

## Podio

### Campione
Formazione: Vasilij Berdnikov, Ivan Chramov, Daniil Abramovskij, Dmitrij Čeburkin.

### Secondo posto
Formazione: Leonardo de Souza, Matheus Parcial, William Weihermann, Fabrício da Silva.

### Terzo posto
Formazione: Anand Ariunbold, Ikhbayar Chuluunbaatar, Altangerel Batsaikhan, Gan-Erdene Gantsolmon.